# Сумин (Томашівський повіт)
Сумин (Сумін, пол. Sumin) — село в Польщі, у гміні Тарнаватка Томашівського повіту Люблінського воєводства. Лежить на Закерзонні (в історичній Холмщині). Населення — 293 особи (2011).

## Історія
29 січня 1943 року німецька поліція розстріляла в селі 45 українців, з них 18 дітей у віці від 3 до 15 років. У 1943 році в селі проживало 231 українець і 50 поляків.
У 1975—1998 роках село належало до Замойського воєводства.

## Населення
Демографічна структура станом на 31 березня 2011 року:
|          | Загалом | Допрацездатний вік | Працездатний вік | Постпрацездатний вік |
| -------- | ------- | ------------------ | ---------------- | -------------------- |
| Чоловіки | 158     | 38                 | 108              | 12                   |
| Жінки    | 135     | 24                 | 78               | 33                   |
| Разом    | 293     | 62                 | 186              | 45                   |